# Czesław Kozłowski
Czesław Kozłowski (ur. 17 października 1927, zm. 20 lutego 1997) – historyk ruchu robotniczego. 

## Życiorys
Od 1944 był żołnierzem Armii Ludowej. W 1944 roku wstąpił do PPR. Od 1945 roku był członkiem Związku Młodzieży Polskiej. W latach 1945–1948 był też członkiem ZWM. W latach 1949–1950 był pracownikiem Zarządu Wojewódzkiego ZMP w Łodzi.
Od 1951 do 1955 był asystentem Centralnej Szkole PZPR w Warszawie. W 1955 roku ukończył studia historyczne na Uniwersytecie Warszawskim. W latach 1957–1968 pracował w Wyższej Szkole Nauk Społecznych przy KC PZPR.
W międzyczasie w latach 1960–1961 był trenerem Widzewa Łódź.
W 1963 roku obronił pracę doktorską napisaną pod kierunkiem Henryka Jabłońskiego - ówczesnego sekretarza PAN i późniejszego Przewodniczącego Rady Państwa. Działalność polityczna Koła Międzypartyjnego w latach 1915–1918.
Następnie w latach 1968–1971 pracował w Centralnej Szkole Partyjnej, a od 1971 znów na Wyższej Szkole Nauk Społecznych przy KC PZPR.
Habilitował się w 1974 roku na podstawie pracy Związek Walki Młodych i Organizacja Młodzieży TUR w Łodzi i w województwie łódzkim (1945–1948). W październiku 1981 powołany przez Plenum Komitetu Centralnego PZPR w skład Zespołu dla przygotowania naukowej syntezy dziejów polskiego ruchu robotniczego.

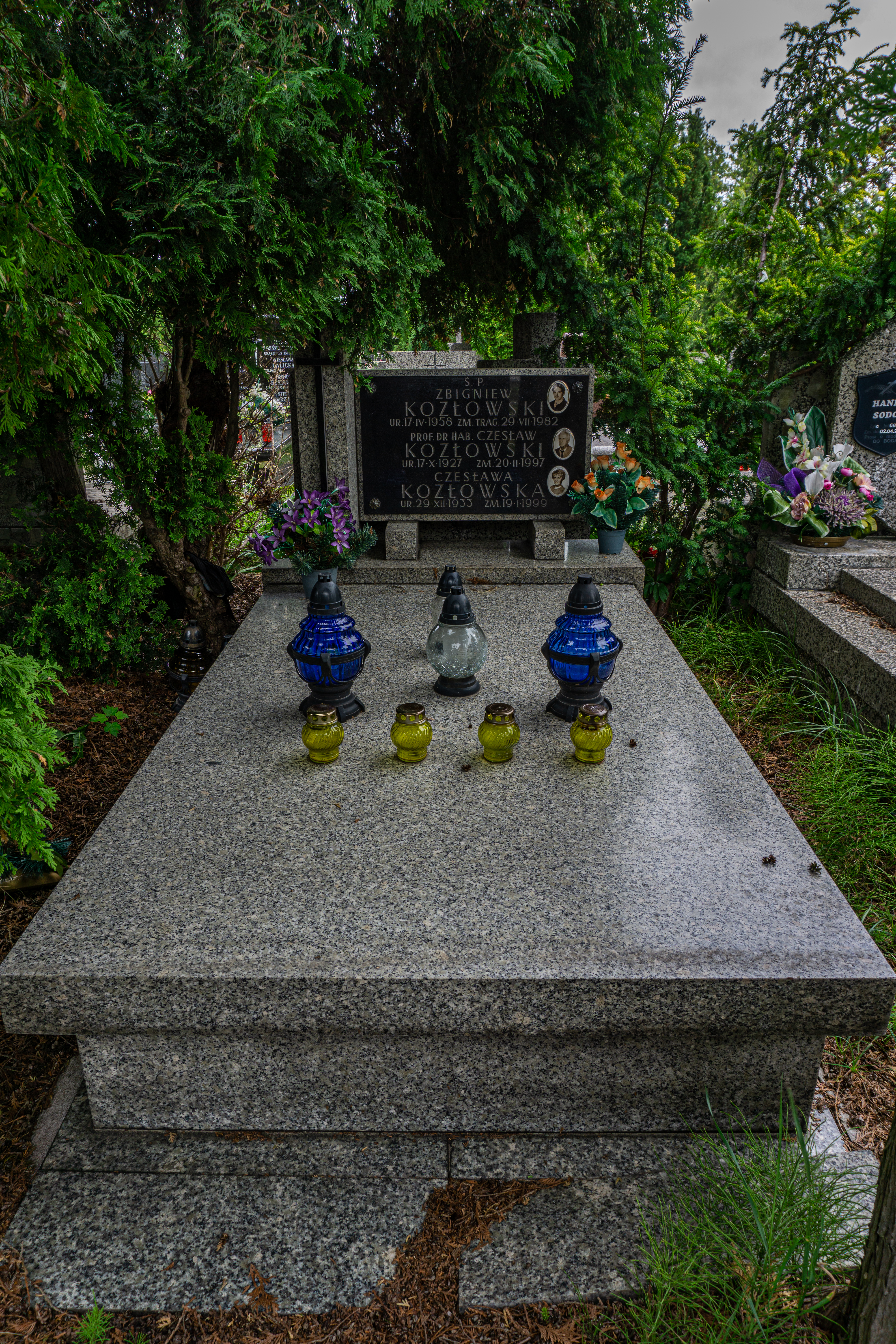
Grób Czesława Kozłowskiego na cmentarzu komunalnym Północnym w Warszawie

Pochowany na cmentarzu komunalnym Północnym w Warszawie (kwatera W-III-8-10-5).

## Publikacje
- Z dziejów polskiego ruchu robotniczego : wybrane problemy, Warszawa 1975.
- Socjalizm źródłem wszechstronnego rozwoju Polski i państw socjalistycznej wspólnoty. Cz. 1, Warszawa 1976.
- Ruch młodzieżowy w Polsce Ludowej, Warszawa 1976.
- Związek Walki Młodych: 1943–1948, Warszawa 1978.
- Zarys dziejów ZWM, Warszawa 1980.
- Zarys dziejów polskiego ruchu robotniczego do 1948 roku, Warszawa 1980.
- Budowa podstaw socjalizmu. Osiągnięcia i trudności (1949–1954), Warszawa 1985.
- Tradycje polskiego ruchu robotniczego, Warszawa 1986.
- Rok 1948, Warszawa 1988.
- Namiestnik Stalina, Warszawa 1993 [biografia Bolesława Bieruta].

## Odznaczenia i nagrody
- Srebrny Krzyż Zasługi (8 maja 1946)[5]
- Nagroda im. Ludwika Waryńskiego (1983) za pracę "Zarys dziejów polskiego ruchu robotniczego do 1948 roku"[6]